# Copa Sudamericana
Copa Sudamericana (trenutno poznata pod nazivom CONMEBOL Sudamericana) je nogometno natjecanje za klubove u Južnoj Americi, tj. zoni CONMEBOL. Natjecanje je nastalo 2002. godine kao zamjena za dotadašnje kupove - Copa Merconorte i Copa Mercosur. Između 2004. i 2008. godine u natjecanju su sudjelovali i klubovi iz Sjeverne i Srednje Amerike, tj. zone CONCACAF. Copa Sudamericana je poslije Copa Libertadores najvažnije nogometno klupsko natjecanje u CONMEBOL zoni.

## Format natjecanja

### 2014.
U natjecanju, u kojem se sve faze igraju na ispadanje (dvostrukim kup-sustavom), te obično od kolovoza do prosinca, sudjeluju 47 kluba iz 10 država članica CONMEBOL-a, i to:
- aktualni pobjednik Copa Sudamericane 1
- 8 klubova -  Brazil
- 6 klubova -  Argentina
- 4 kluba -  Bolivija,  Čile,  Ekvador,  Kolumbija,  Paragvaj,  Peru,  Urugvaj,  Venecuela

1  ako aktualni pobjednik ostvari plasman u Copa Sudamericanu preko domaćih natjecanja, tada nacionalni savez dobiva dodatni klub 
Natjecanje sa sastoji od tri glavne faze (prvi krug, drugi krug i završni krug koji se igra od osmine završnice, a pojednostavljeno se mogu prikazati:
| 1. krug      | Sjeverna zona    | 16 klubova iz ,                     |
| 1. krug      | Južna zona       | 16 klubova iz ,                     |
|              |                  |                                     |
| 2. krug      | Sjeverna zona    | 8 pobjednika 1. kruga               |
| 2. krug      | Južna zona       | 8 pobjednika 1. kruga               |
| 2. krug      | Argentinska zona | 6 klubova iz                        |
| 2. krug      | Brazilska zona   | 8 klubova iz                        |
|              |                  |                                     |
| završni krug | osmina završnice | aktualni pobjednik                  |
| završni krug | osmina završnice | 4 pobjednika 2. kruga Sjeverne zone |
| završni krug | osmina završnice | 4 pobjednika 2. kruga Južne zone    |
| završni krug | osmina završnice | 3 pobjednika Argentinske zone       |
| završni krug | osmina završnice | 4 pobjednika Brazilske zone         |
| završni krug | četvrtzavršnica  | 8 pobjednika osmine završnice       |
| završni krug | poluzavršnica    | 4 pobjednika četvrtzavršnice        |
| završni krug | završnica        | 2 pobjednika poluzavršnice          |

## Dosadašnje završnice
| sezona      | pobjednik                                | rez. završnice      | finalist                        |
| ----------- | ---------------------------------------- | ------------------- | ------------------------------- |
| 2002.       | San Lorenzo de Almagro (Buenos Aires)    | 4:0, 0:0            | Atlético Nacional (Medellín)    |
| 2003.       | Cienciano (Cusco)                        | 3:3, 1.0            | River Plate (Buenos Aires)      |
| 2004.       | Boca Juniors (Buenos Aires)              | 0:1, 2:0            | Bolívar (La Paz)                |
| 2005.       | Boca Juniors (Buenos Aires)              | 1:1, 1:1 (4:3 11 m) | UNAM Pumas (Ciudad de México)   |
| 2006.       | Pachuca                                  | 1:1, 2:1            | Colo-Colo (Santiago de Chile)   |
| 2007.       | Arsenal de Sarandí (Avellaneda)          | 3:2, 1:2            | América (Ciudad de México)      |
| 2008.       | Internacional (Porto Alegre)             | 1:0, 1:1            | Estudiantes (La Plata)          |
| 2009.       | LDU Quito                                | 5:1, 0:3            | Fluminense (Rio de Janeiro)     |
| 2010.       | Independiente (Avellaneda)               | 0:2, 3:1            | Goiás ( Goiânia)                |
| 2011.       | Universidad de Chile (Santiago de Chile) | 1:0, 3:0            | LDU Quito                       |
| 2012.       | São Paulo                                | 0:0, 2:0            | Tigre (Victoria - Buenos Aires) |
| 2013.       | Lanús                                    | 1:1, 2:0            | Ponte Preta (Campinas)          |
| 2014.       | River Plate (Buenos Aires)               | 1:1, 2:0            | Atlético Nacional (Medellín)    |
| 2015.       | Independiente Santa Fe (Bogotá)          | 0:0, 0:0 (3:1 11 m) | Huracán (Buenos Aires)          |
| 2016. ↓2016 | Chapecoense (Chapecó)                    | nije igrano         | Atlético Nacional (Medellín)    |

 podebljan rezultat - domaća utakmica za pobjednika 

↑2016  - zbog zrakoplovne nesreće uoči završnice u kojem je nastradala momčad Chapecoensea, predstavnici Atlético Nacionala su tražili da se naslov pobjednika dodijeli Chapecoensu, što je CONMEBOL i učinio

## Poveznice
- službene stranice  Arhivirana inačica izvorne stranice od 25. lipnja 2014. (Wayback Machine)
- rsssf.com, Copa Sudamericana
- rsssf.com, All-time ljestvica Cope Sudamericane 2002.-2012.
- Copa Libertadores
- Copa Merconorte
- Copa Mercosur
- Copa CONMEBOL
- Recopa Sudamericana